# Essinge församling
Essinge församling var en församling i Domkyrkokontraktet i Stockholms stift. Församlingen låg i Stockholms kommun i Stockholms län. Församlingen uppgick 1 januari 2014 i Västermalms församling.
Församlingen omfattde de båda Essingeöarna, Lilla Essingen och Stora Essingen, i Stockholms innerstad.

## Administrativ historik
Församlingen bildades 1955 genom en utbrytning ur Bromma församling, efter att från 1943 varit ett separat kyrkobokföringsdistrikt inom Bromma församling.
Församlingen ingick till 1962 i Västerleds pastorat för att därefter till 2014 utgöra ett eget pastorat.
Församlingen uppgick 1 januari 2014 i Västermalms församling.

## Areal
Essinge församling omfattade den 1 november 1975 (enligt indelningen 1 januari 1976) en areal av 1,8 kvadratkilometer, varav 1,0 kvadratkilometer land.

## Organister
| Ämbetstid | Namn                | Levnadstid | Övrigt    |
| --------- | ------------------- | ---------- | --------- |
| 1957–1971 | Rune Edvard Franzén | 1919–2011  | Organist. |
| 1971-1989 | Göte Widlund        | 1945-      | Organist  |
| 1989-1999 | Stefan Therstam     | 1958-      | Organist  |
| 2000-2014 | Stefan Fred         | 1962-      | Organist  |

## Kyrkor
- Essinge kyrka